# Haszonbérlet
A haszonbérleti szerződés egy polgári jogi szerződésfajta, amely a haszonbérlő és a haszonbérbe adó között jön létre. A haszonbérlet a polgári jogban a dolog használati jogosultságának egyik jogcíme. A bérleti szerződéstől főleg abban különbözik,  hogy a haszonbérlő jogosult a bérelt javak hasznait szedni és ezért haszonbért köteles fizetni.

## A hatályos szabályok
A 2014. május 1-től  hatályos Polgári Törvénykönyv (2013. évi V. tv.) XLV. Fejezete (6:349. § – 6:356. §§) szól a haszonbérleti szerződésről. A földhaszonbérlet tekintetében fontos szabályozást tartalmaz továbbá a 2013. évi CCXII. törvény a mező- és erdőgazdasági földek forgalmáról szóló 2013. évi CXXII. törvénnyel összefüggő egyes rendelkezésekről és átmeneti szabályokról (57. § – 65. §)
Haszonbérleti szerződés alapján a haszonbérlő hasznot hajtó dolog időleges használatára vagy hasznot hajtó jog gyakorlására és hasznainak szedésére jogosult, és köteles ennek fejében haszonbért fizetni. A haszonbérleti szerződést írásba kell foglalni.
A haszonbérleti szerződésben a felek: a haszonbérbeadó és a haszonbérlő. 

### A rendes gazdálkodás követelményeinek érvényesítése
A haszonbérlő a dolog hasznainak szedésére a rendes gazdálkodás szabályainak megfelelően jogosult. Termőföld haszonbérlője köteles a földet rendeltetésének megfelelően megművelni, és ennek során gondoskodni arról, hogy a föld termőképessége fennmaradjon.

### A költségviselés szabályai
A haszonbérlet tárgyát képező dolog fenntartásához szükséges felújítás és javítás, továbbá a dologgal kapcsolatos terhek viselése a haszonbérlőt terheli. 
A rendkívüli felújítás és javítás a haszonbérbeadót terheli.

### A haszonbér megfizetése
A haszonbért időszakonként utólag kell megfizetni.
A haszonbérlő arra az évre, amelyben elemi csapás vagy más rendkívüli esemény miatt az átlagos termés kétharmada sem termett meg, méltányos haszonbérmérséklést vagy haszonbér-elengedést igényelhet. Erre irányuló igényét köteles még a termés betakarítása előtt a haszonbérbeadóval közölni. A mérsékelt vagy elengedett haszonbér utólag nem követelhető.

### Törvényes zálogjog
A haszonbérbeadót a haszonbér biztosítására a dolog hasznain és a haszonbérlőnek a haszonbérelt területen levő dolgain zálogjog illeti meg.
A haszonbérbeadót az (1) bekezdésben foglaltak szerint megillető zálogjogra az ingatlan bérbeadóját megillető zálogjog szabályait kell alkalmazni.

### A haszonbérlet felmondása
A határozatlan időre kötött mezőgazdasági haszonbérleti szerződést hat hónapos felmondással a gazdasági év végére lehet megszüntetni. Más dolog vagy jog haszonbérlete esetén a felmondási időre a bérleti szerződés felmondására vonatkozó szabályokat kell alkalmazni.
A haszonbérbeadó felmondhatja a haszonbérletet akkor is, ha a haszonbérlő felhívás ellenére sem műveli meg a termőföldet, vagy olyan gazdálkodást folytat, amely súlyosan veszélyezteti a termelés eredményességét, a termőföld termőképességét, az állatállományt vagy a felszerelést.

A haszonbérlő örökösei a mezőgazdasági haszonbérletet harminc napon belül a gazdasági év végére akkor is felmondhatják, ha az örökhagyó a gazdasági év végét megelőző 6 hónapon belül halt meg. A felmondási időt
- a) ha hagyatéki eljárásra nem került sor, az örökhagyó halálától;
- b) hagyatéki eljárás esetén a teljes hatályú hagyatékátadó végzés jogerőre emelkedésének napjától;
- c) öröklési per esetén a bírósági ítélet jogerőre emelkedésének napjától kell számítani.[13]

### Dolog visszaadása mezőgazdasági haszonbérlet esetén
A mezőgazdasági haszonbérlet megszűntével a termőföldet és a többi haszonbérelt dolgot olyan állapotban kell visszaadni, hogy a termelést folytatni lehessen.

### A bérlet szabályainak alkalmazása
E fejezet eltérő rendelkezésének hiányában a haszonbérletre a bérleti szerződés szabályait kell megfelelően alkalmazni.

## A 2014. május 1-je előtti szabályok
A haszonbérletet 2014. május 1-je előtt Polgári Törvénykönyv  XXXVIII. fejezete (címe: A haszonbérlet) tartalmazta.

### Tartalma
A haszonbérlő e szerződés alapján meghatározott mezőgazdasági földterület vagy más hasznot hajtó dolog (létesítmény, állat, jármű, gép stb.) időleges használatára és hasznai szedésére jogosult és köteles ennek fejében haszonbért fizetni.

### A haszonbér
A haszonbér a haszonbérleti szerződés alapján járó ellenérték, amely a megállapodás szerint pénzben vagy természetben (termény, termék, áru formájában) jár. (452. § (2) bek.)

### Írásba foglalás
A mezőgazdasági haszonbérleti szerződést írásba kell foglalni, míg más hasznot hajtó dolog tekintetében a szerződés írásba foglalása nem kötelező.

### A haszonbérlet megszűnése
- A Ptk. 457. § szerint a határozatlan időre kötött mezőgazdasági haszonbérletet hat hónapi felmondással a gazdasági év végére lehet megszüntetni. Más dolog haszonbérlete esetében a felmondási idő egy hónap.
- A haszonbérbe adó azonnali hatállyal felmondhatja a haszonbérletet, ha a haszonbérlő
  - a) figyelmeztetés ellenére is rongálja a dolgot, vagy súlyosan veszélyezteti épségét;
  - b) figyelmeztetés ellenére sem műveli meg a haszonbérelt földet, vagy általában olyan gazdálkodást folytat, amely súlyosan veszélyezteti a termelés eredményességét, a föld termőképességét, az állatállományt vagy a felszerelést;
  - c) a haszonbért vagy a közterheket a lejárat után közölt felszólítás ellenére a kitűzött megfelelő határidőben sem fizeti meg.
- Ha az azonnali hatályú felmondást a haszonbérlő három napon belül nem veszi tudomásul, a haszonbérbe adó további nyolc napon belül a bírósághoz fordulhat. Ha nem így jár el, a felmondás hatályát veszti.

### Szubszidiaritás
- A Ptk. 461. § (1) bek. szerint a haszonbérletre – ha a törvény másként nem rendelkezik – a dologbérlet szabályait kell megfelelően alkalmazni.

### Az alhaszonbérlet
- Alhaszonbérlet úgy jön létre, hogy a haszonbérlő díjfizetés ellenében átengedi az általa bérelt hasznot hajtó dolog (létesítmény, gép, jármű, állat) használatának és haszonélvezetének jogát az alhaszonbérlőnek.
- A Ptk. 452. § (3) bek. második fordulata szerint mezőgazdasági földterület alhaszonbérbe adása – ha törvény másként nem rendelkezik – semmis.